# Розанов, Виктор Петрович
Виктор Петрович Розанов (17 сентября 1926, Дебальцево, Донецкая губерния — 14 сентября 2001, Оснабрюк, Германия) — советский оперный певец (лирический тенор), народный артист РСФСР.

## Биография
Виктор Петрович Розанов родился 17 сентября 1926 года в Дебальцево (ныне Донецкая область, Украина). Вскоре семья переехала в Мариуполь, где его отец Пётр Ильич Розанов и дед Валериан Хрисанфович Викул (1869—1935) работали на Заводе им. Ильича, а потом на «Азовстали». Перед войной семья переехала в Харьков. После оккупации Харькова семья некоторое время находилась в городе, затем смогла уйти из него и вернулась лишь после освобождения Харькова. В 17 лет пошёл на фронт, служил в 1-й отдельной гвардейской железнодорожной бригаде в 20-м батальоне. После войны остался служить в армии, учился в военно-медицинском училище. В 1948 году после окончания училища был направлен в железнодорожные войска в Харькове. 
Во время военной службы начал учился в вечерней музыкальной школе при Харьковской консерватории. Пел в хоре оперной студии при Харьковской Государственной консерватории
В 1953—1958 годах учился в Харьковском институте искусств. После окончания института был солистом оперных театров Новосибирска, Харькова, Воронежа.
В 1963—1988 годах выступал в Магаданском областным музыкально-драматического театре им. Горького. Исполнил свыше 50 партий в опереттах и музыкальных комедиях. Выступал на концертах.
После выхода на пенсию жил в Харькове. В 1998 году эмигрировал в Германию, жил в городе Оснабрюк. Продолжал выступать с концертами в Германии, Франции, Израиле. 
Умер 14 сентября 2001 года.

## Награды и премии
- Заслуженный артист РСФСР (28.11.1973).
- Народный артист РСФСР (17.01.1979).

## Партии в операх и опереттах
- «Евгений Онегин» Пётр Чайковский — Ленский
- «Князь Игорь» Александр Бородин — Владимир Игоревич
- «Борис Годунов» Модест Мусоргский — Юродивый
- «Риголетто» Джузеппе Верди — Герцог
- «Травиата» Джузеппе Верди — Альфред
- «Севильский цирюльник» Джоаккино Россини — граф Альмавива
- «Фауст» Шарль Гуно — Фауст
- «Павка Корчагин» Юхновского — Сережа Брузжак
- «Укрощение строптивой» Виссарион Шебалин — Люченцио
- «Сильва» Имре Кальман — Эдвин
- «Фиалка Монмартра» И. Кальман — Рауль
- «Принцесса цирка» И. Кальман — Мистер Икс
- «Баядера» И. Кальман — Раджами
- «Летучая мышь» Штрауса — Генрих Айзенщтейн
- «Роз-Мари» Стотхарта и Фримля — Джим
- «Холопка» Стрельникова — Андрей Туманский
- «Севастопольский вальс» Листова — Аверин
- «Требуется героиня» Баснера — Ким Лесовой